# Immortal Grand Prix
IGPX: Immortal Grand Prix (IGPX インモータル・グランプリ Ai Jī Pī Ekkusu Inmōtaru Guranpuri?) se refiere a dos series de anime coproducido simultáneamente por Cartoon Network y Production I.G. El primero son "microseries" que consta de cinco episodios de 5 minutos, y el segundo es una serie animada de 26 episodios vagamente relacionado con el primero.
Koichi Mashimo coescribió y dirigió la microserie, mientras que Bee Train Animation y Production I.G se encargó de la animación, y Bandai Entertainment actuó como el distribuidor de América del Norte. La serie de anime de larga duración fue manejado por el director y escritor Mitsuru Hongo y fue animado por Production I.G, con Bee Train regresando en el medio de animación. El presidente de Production I.G, Mitsuhisa Ishikawa, se unió como productor de la serie. Fue la primera vez que se trabajó en una producción conjunta de EE.UU y Japón debido a la franquicia Pokémon.

## Argumento
El Immortal Grand Prix es un torneo entre equipos de robots armados. Como el Equipo Velshtein está herido, el sorteo aleatorio elige al Equipo Suzaku, dirigido por el piloto Takeshi Noa, como el que se enfrentará al Equipo Sledge Mamma, un trío de cyborgs mejorados cibernéticamente. Al principio, el Equipo Suzaku no tiene armas porque su mecánico U-Matsu las olvidó. Amy entrega armas de Velshtein, pero el equipo Suzaku tiene dificultades para controlarlas. Luca, el gato copiloto de Amy, toma el control y saca a Timmer de su robot. Liz, sin munición, usa su entrenamiento de imagen de capoeira. Finalmente, está a merced de un piloto contrario y se rinde. Los robots de Sledge Mamma disparan a Takeshi, pero Amy salta para salvarlo y queda fuera del juego. Después de ser pateado por los robots de Sledge Mamma, Takeshi revela su plan, usando suninjatō y shuriken, saca a Dimmer y Yammer de sus mecanismos y gana. Sin embargo, la serie termina con una nota amarga cuando el propietario de Velshtein, Hamgra, chantajea al Equipo Suzaku para fusionar sus equipos y permitirle agregar mejoras cibernéticas a sus pilotos, o les hará pagar por las armas que tomaron prestadas.

## Elenco
- Haley Joel Osment – Takeshi Jin
- Michelle Rodriguez – Liz Riccaro
- Steven Blum – Alex Cunningham
- Louise Chamis – Jane Rublev
- Peter Cullen – Opening Narration
- Erik Davies – Ricardo Montazio
- Doug Erholtz – Zanak Strauss
- Michael Forest – Hans
- Crispin Freeman – Bjorn Johassen
- Barbara Goodson – Misaki
- Mark Hamill – Yamma
- Lance Henriksen – Andrei Rublev
- Kate Higgins – Jessica Darling
- Megan Hollingshead – Judy Ballasteros
- Tom Kenny – Benjamin Bright
- William Frederick Knight – Ichi
- Lex Lang – Dew
- Mela Lee – Max Erlich
- Wendee Lee – Sola
- Julie Maddalena – Jesse Martin
- Dave Mallow – Glass Jones, MC
- Tony Oliver – Edgeraid Coach
- Michelle Ruff – Elisa Doolittle
- Stephanie Sheh – Bella Demarco, Yuri Jin
- Brianne Siddall – Johnny Lipkin
- Steve Staley – River Marque
- Karen Strassman – Fantine Valjean
- Kim Strauss – Sir Hamgra
- Julie Ann Taylor – Boy A
- Kirk Thornton – Mark Ramsay
- Cristina Vee – Sage Rublev
- Kari Wahlgren – Luca, Michiru Satomi
- Hynden Walch – Amy Stapleton
- Andre Ware – Dimma
- Dave Wittenberg – Frank Bullitt, Jan Michael, Timma

## Música
Tema de apertura
- "Go for It!" de GRAN RODEO

Tema de salida
- "Believe Yourself" de Exige

## Promociones deIGPX
- Un DVD promocional con el episodio 1 ("Time to Shine"), el tráiler de IGPX, la música y un protector de pantalla se distribuyó en Anime Insider v. 26 (noviembre de 2005).
- El mismo fue puesto en libertad con Nintendo Power v. 198 que fue en el número de diciembre de 2005.
- En el verano de 2005 en Toonami se inició el tráiler de IGPX (Versión Toonami)

## Alusiones
- El nombre Fantine Valjean es una alusión a los personajes Fantine y Jean Valjean en la obra Los miserables de Victor Hugo.
- Andrei Rublev lleva el nombre de un iconógrafo ruso.
- En el episodio "Cat vs. Dog", hay un hombre que se ve exactamente como Gendo Ikari de Neon Genesis Evangelion. El hombre también se sienta con las manos cruzadas sobre su rostro, que se llevó a cabo por primera vez por Gendo y se ha hecho en muchas series de anime. Esta inserción de caracteres se debe probablemente a que Production IG ha trabajando tanto en camisetas de IGPX[2] y películas de Evangelion.
- En "Cat vs. Dog", la mecha del Equipo Edge Raid tiene pintado GITS en sus brazos. Esta es una referencia a Ghost in the Shell, una franquicia animada por Production IG. Las mechas del Equipo Satomi tienen la palabra Absolute pintada en sus brazos.
- En el episodio final de IGPX, el símbolo del Equipo Black Egg se muestra en el televisor ubicado en una de las torres triples que rodean la pista, que sólo muestra los emblemas del equipo para IG-1. Esto sugiere que Black Egg ha recuperado su lugar en IG-1, en sustitución de equipo de Skylark después de haber sido degradado a IG-2.